# Лоторев, Александр Николаевич
Александр Николаевич Лоторев (род. 10 сентября 1948) — государственный деятель, депутат Государственной думы второго и третьего созывов.

## Биография
Был избран председателем исполкома Нефтеюганского городского Совета, в январе 1992 г. был назначен первым заместителем главы администрации г. Нефтеюганска, работал в этой должности до избрания в Государственную Думу Федерального Собрания РФ в декабре 1995 г.

### Депутат госдумы
1995—1999 — депутат Государственной Думы РФ второго созыва, был членом депутатской группы «Российские регионы», членом Комитета по природным ресурсам и природопользованию.
В декабре 1999 г. был избран депутатом Государственной Думы РФ третьего созыва по Ханты-Мансийскому одномандатному избирательному округу № 222, выдвигался непосредственно избирателями; в Государственной Думе третьего созыва являлся членом депутатской группы «Регионы России», членом Комитета по энергетике, транспорту и связи.
В апреле 2002 г. сложил полномочия депутата в связи с назначением на должность руководителя Аппарата Государственной Думы РФ (сменил Н. Трошкина). Мандат на дополнительных выборах перешел Александру Сафонову.
В декабре 2005 г. был назначен представителем в Совете Федерации РФ от Тюменской областной Думы (на посту сенатора сменил А.Артюхова, перешедшего на работу в правительство Тюменской области).